# Oviñana
Oviñana ist eine der drei Parroquias in der Gemeinde Sobrescobio der Autonomen Gemeinschaft Asturien in Spanien.

## Geographie
Oviñana ist eine Parroquia mit 564 Einwohnern (2011) und einer Fläche von 35,66 km². Es liegt auf 262–517 m über dem Meeresspiegel. Rioseco ist der Hauptort der  Parroquia und der Gemeinde.

### Gewässer in der Parroquia
Durch die Parroquia fließt der Río Nalón sowie der Nebenfluss Río del Alba.
Der Hauptort Rioseco liegt direkt am Stausee „Embalse de Rioseco“.

### Berge
Der Arganosa (1.144 m) ist die größte Erhebung der Parroquia.

### Verkehrsanbindung
- Aus allen Richtungen über die AS-117, Ausfahrt Rioseco
- Nächster Flugplatz: Gijón – Oviedo
- Nächster Bahnhof: Rioseco

## Klima
Angenehm milde, meist aber feuchte Sommer; in den Hochlagen können die Winter durchaus streng werden.

## Sehenswürdigkeiten
- Viele kunsthistorische Denkmäler, Sakralbauten und Wanderwege auf der Webseite von Sobrescobio mit Bildern und Beschreibung unter dem Reiter Arte

## Orte und Weiler
- Rioseco (Riusecu) 350 Einwohner (2011)
- Anzó – 9 Einwohner (2011)
- Campiellos – 94 Einwohner (2011)
- Comillera – 3 Einwohner (2011)
- La Molina – unbewohnt (2011)
- La Polina – 12 Einwohner (2011), 43° 13′ 9″ N, 5° 27′ 49″ W
- Villamorey (Villmoréi) – 96 Einwohner (2011)